# Novemail-Histor
A equipa Novemail-Histor foi um equipa ciclista francêsa que competiu profissionalmente entre o 1993 e 1994.

## Corredor melhor classificado nas Grandes Voltas
| Ano  | Giro d'Italia           | Tour de France          | Volta a Espanha          |
| ---- | ----------------------- | ----------------------- | ------------------------ |
| 1967 | -                       | -                       | -                        |
| 1968 | -                       | -                       | -                        |
| 1969 | -                       | -                       | -                        |
| 1970 | -                       | -                       | -                        |
| 1971 | -                       | -                       | -                        |
| 1972 | -                       | -                       | -                        |
| 1973 | -                       | -                       | -                        |
| 1974 | -                       | -                       | -                        |
| 1975 | -                       | -                       | -                        |
| 1976 | -                       | 26.º Bert Pronk         | 4.º Dietrich Thurau      |
| 1977 | -                       | 2.º Hennie Kuiper       | -                        |
| 1978 | -                       | 6.º Paul Wellens        | -                        |
| 1979 | -                       | 8.º Paul Wellens        | -                        |
| 1980 | -                       | 1.º Joop Zoetemelk      | -                        |
| 1981 | -                       | 4.º Joop Zoetemelk      | -                        |
| 1982 | -                       | 3.º Johan van der Velde | -                        |
| 1983 | -                       | 3.º Peter Winnen        | -                        |
| 1984 | -                       | 10.º Phil Anderson      | -                        |
| 1985 | -                       | 5.º Phil Anderson       | 13.º Gerard Veldscholten |
| 1986 | 14.º Eric van Lancker   | 39.º Phil Anderson      | 2.º Robert Millar        |
| 1987 | 2.º Robert Millar       | 19.º Robert Millar      | -                        |
| 1988 | 2.º Erik Breukink       | 9.º Peter Winnen        | -                        |
| 1989 | 4.º Erik Breukink       | 55.º Guy Nulens         | -                        |
| 1990 | 15.º Gert-Jan Theunisse | 33.º Steven Rooks       | -                        |
| 1991 | -                       | 15.º Mauricio Fondriest | 41.º Eddy Bouwmans       |
| 1992 | -                       | 14.º Eddy Bouwmans      | -                        |
| 1993 | -                       | 35.º Viacheslav Yekímov | -                        |
| 1994 | -                       | 26.º Charly Mottet      | -                        |

## Principais resultados
- Tour do Mediterrâneo: Charly Mottet (1993)
- Clássica de Almeria: Viacheslav Yekímov (1993)
- Grande Prêmio de Denain: Marcel Wüst (1993)

### Nas grandes voltas
- Volta a Espanha
  - 0 participações
- Tour de France
  - 2 participações (1993, 1994)
  - 1 vitórias de etapa:
    - 1 o 1993: Wilfried Nelissen
- Giro d'Italia
  - 0 participações

## Composição da equipa

### 1993
| Integrantes da equipe 1993               | Integrantes da equipe 1993 | Integrantes da equipe 1993 | Integrantes da equipe 1993 |
| Ciclista                                 | Data de nascimento         | Equipe anterior            |                            |
| ---------------------------------------- | -------------------------- | -------------------------- | -------------------------- |
| Eddy Bouwmans                            | 30 janeiro 1968            | Panasonic-Sportlife (1992) |                            |
| Bruno Cornillet                          | 8 fevereiro 1963           | Z (1992)                   |                            |
| Viatcheslav Ekimov                       | 4 fevereiro 1966           | Panasonic-Sportlife (1992) |                            |
| Thierry Laurent                          | 13 setembro 1966           | RMO (1992)                 |                            |
| Roland Le Clerc                          | 30 maio 1963               | Castorama (1992)           |                            |
| Charly Mottet                            | 16 dezembro 1962           | RMO (1992)                 |                            |
| Wilfried Nelissen                        | 5 maio 1970                | Panasonic-Sportlife (1992) |                            |
| Dmitry Nelyubin                          | 8 fevereiro 1971           |                            |                            |
| Guy Nulens                               | 27 outubro 1957            | Panasonic-Sportlife (1992) |                            |
| Ronan Pensec                             | 10 julho 1963              | RMO (1992)                 |                            |
| Jo Planckaert                            | 16 dezembro 1970           | Panasonic-Sportlife (1992) |                            |
| Marc Sergeant                            | 16 agosto 1959             | Panasonic-Sportlife (1992) |                            |
| Gilles Talmant                           | 27 abril 1970              |                            |                            |
| Nico Verhoeven                           | 2 outubro 1961             | PDM-Ultima-Concorde (1992) |                            |
| Marcel Wüst                              | 6 agosto 1967              | RMO (1992)                 |                            |
| Dimitri Zhdanov                          | 14 outubro 1969            | Panasonic-Sportlife (1992) |                            |
| Patrick Jonker (1 set.–31 dez., trainee) | 25 maio 1969               |                            |                            |
| Cédric Vasseur (1 set.–31 dez., trainee) | 18 agosto 1970             |                            |                            |
|                                          |                            |                            |                            |
| Fonte: Cycling Archives                  |                            |                            |                            |